# 17224 Randoross
17224 Randoross este un asteroid din centura principală de asteroizi.

## Descriere
17224 Randoross este un asteroid din centura principală de asteroizi. A fost descoperit pe 5 februarie 2000 la Socorro, New Mexico, în cadrul proiectului LINEAR. Asteroidul prezintă o orbită caracterizată de o semiaxă mare de 2,34 ua, o excentricitate de 0,13 și o înclinație de 10,0° în raport cu ecliptica.